# Nicolaus Adi Seputra
Mons. Nicolaus Adi Seputra, M.S.C. (* 6. prosince 1959, Purwokerto) je indonéský římskokatolický duchovní a emeritní metropolitní arcibiskup Merauke.

## Život
Narodil se 6. prosince 1959 v Purwokertu.
Vstoupil do kongregace Misionářům Nejsvětějšího Srdce. Teologii a filosofii studoval v Mertoyudanu a Pinelengu a na kněze byl vysvěcen 1. února 1989. Odešel do Manily kde studoval a získal titul magistra pastorální teologie.
Roku 2001 se stal farářem katedrály v Merauke a roku 2003 generálním vikářem arcidiecéze Merauke.
Dne 30. dubna 2004 jej papež Jan Pavel II. ustanovil metropolitním arcibiskupem Merauke. Biskupské svěcení přijal 25. července 2004 z rukou arcibiskupa Jacoba Duivenvoordeho a spolusvětitelé byli kardinál Julius Riyadi Darmaatmadja a biskup John Philip Saklil.
Dne 28. března 2020 papež František přijal jeho rezignaci na post metropolitního arcibiskupa.